# Etagenturbine

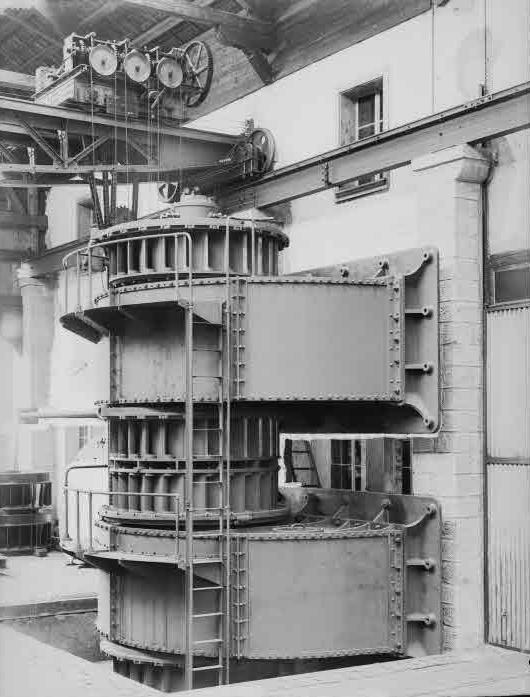
Etagenturbine mit vier Laufrädern für das Kraftwerk Aarau, ca. 1909

Eine Etagenturbine ist eine Wasserturbine mit mehreren Laufrädern auf einer vertikalen Welle, wie sie Anfang des 20. Jahrhunderts verwendet wurde. 

## Geschichte
Ende des 19. Jahrhunderts wurde nach Lösungen gesucht, wie die großen Wassermassen der Flüsse am besten für die elektrische Energieerzeugung genutzt werden könnten. Escher Wyss & Cie. verwendete bei der Usine de Chèvres, die 1896 in Betrieb ging, erstmals eine Anordnung mit zwei übereinander angeordneten Laufräder. Die Anordnung erhöhte das Schluckvermögen und die Leistung pro Maschinensatz. Bei Rheinfelden wurde eine ähnliche Anordnung, aber mit vier Laufrädern gewählt. Zur Unterscheidung von früheren Anordnungen mit horizontalen Wellen wurde die Bezeichnung Etagenturbine gewählt.